# Edward Everett Hale
Edward Everett Hale, född den 3 april 1822 i Boston, död den 10 juni 1909, var en amerikansk författare. Han var brorsons son till Nathan Hale och far till Edward Everett Hale den yngre.
Hale, som var unitarisk präst 1846–56 i Worcester, 1856–99 i Boston, skrev ett stort antal romaner och noveller, bland vilka den patriotiska The man without a country (1863), som manade till trohet mot unionen, Ten times one is ten (1870) och East and west (1892), som skildrar Ohios tidigare historia, vidare memoarerna Memories of a hundred years (1902), biografier över J. K. Lowell (1889), J. E. Clarke (1891) samt en Story of Massachusetts (samma år). Hales Works utgavs 1901. Hale grundlade och redigerade "The Christian examiner" och "Old and new" samt tog livlig del i Chautauquarörelsen.